# فينسلي (باد كاليه)
فينسلي، باد كاليه (بالفرنسية: Vincly)‏ هي بلدية تقع في إقليم باد كاليه من منطقة نور با دو كاليه في شمال فرنسا. تبلغ مساحة هذه المدينة 4.6 (كم²)، وترتفع عن سطح البحر 100 م، يبلغ عدد سكانها 146 نسمة حسب إحصاء المعهد الوطني للإحصاء والدراسات الاقتصادية سنة 2009 م. وترأس Edwige Henneguelle Filliere البلدية خلال فترة (2008-2014).